# 本照寺 (富士市)

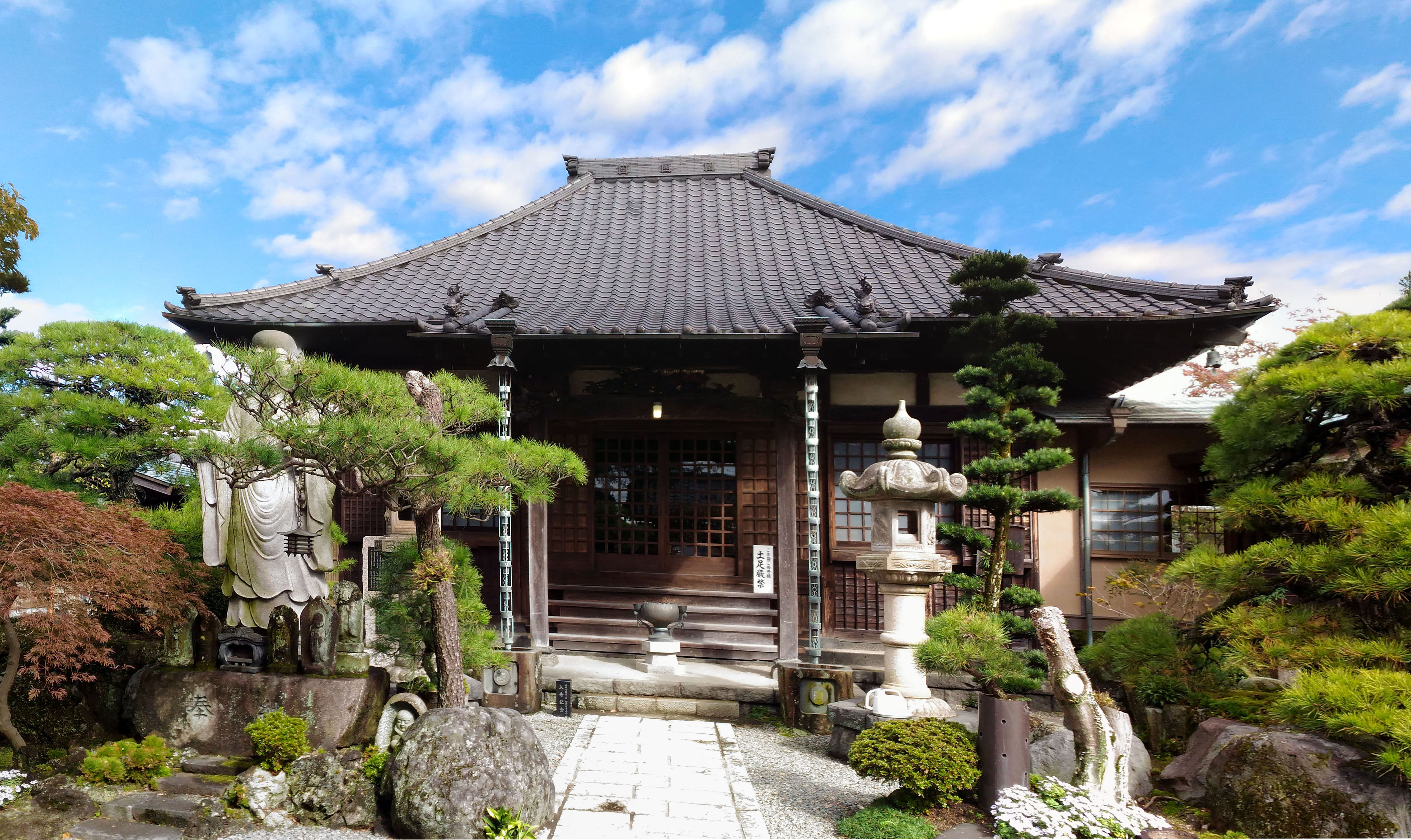
本照寺本堂

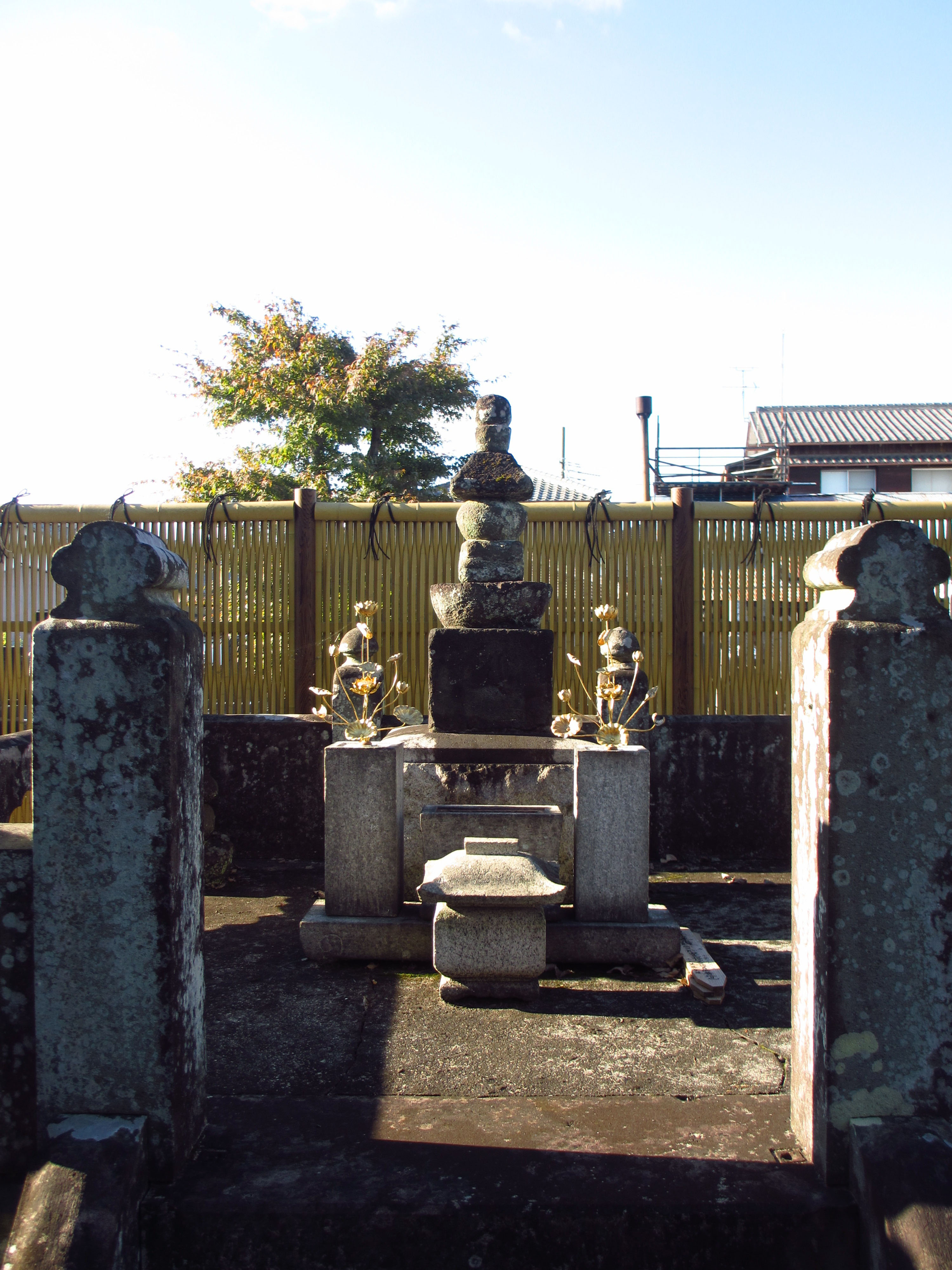
神四郎墓

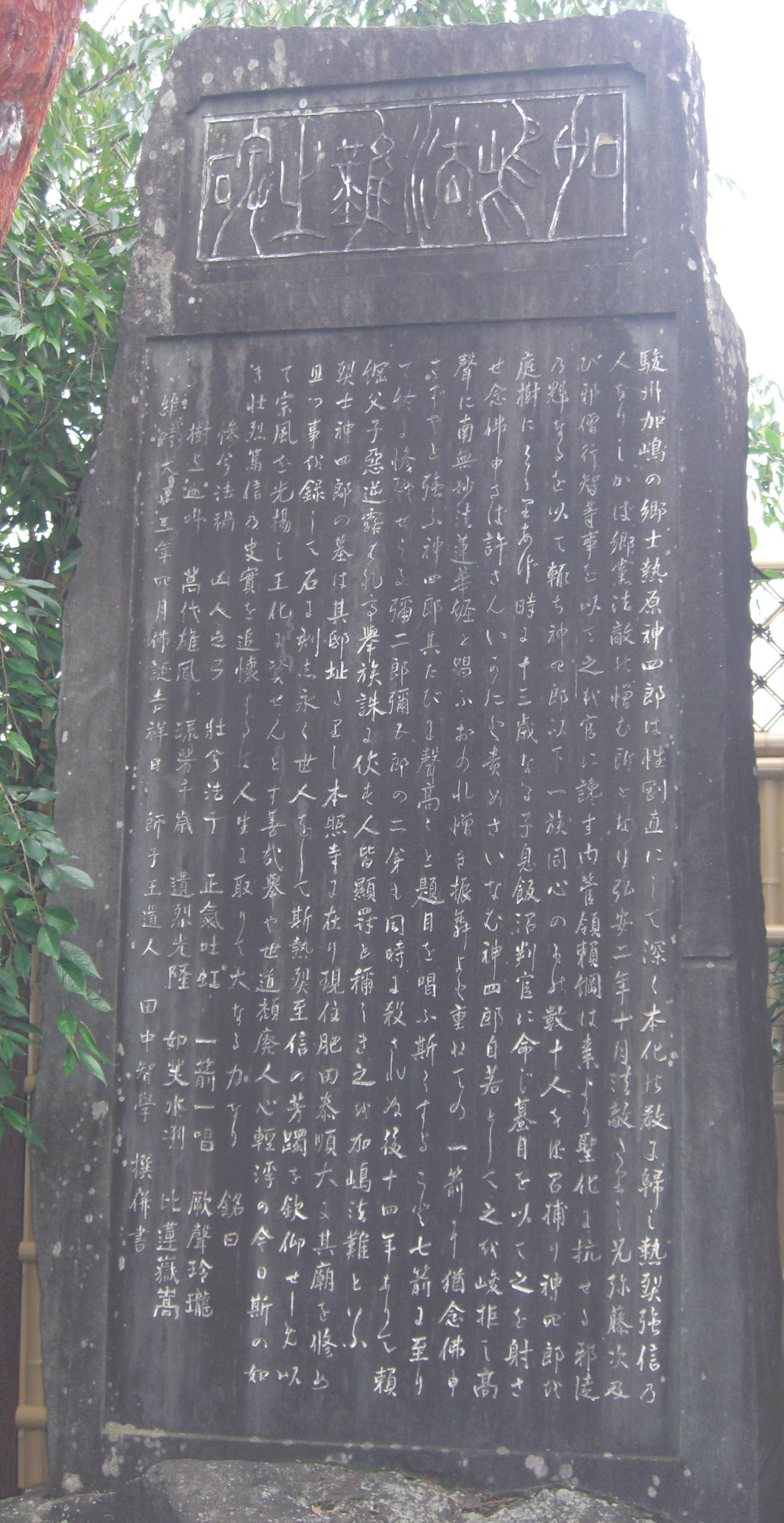
本照寺縁起

## 概要
本照寺（ほんしょうじ）は、静岡県富士市厚原にある日蓮宗の寺院。実相寺中老日源が、熱原法難（加島法難）の殉教者を弔うため、弘安3年（1280年）に弟子教行阿闍梨日信に命じて、熱原神四郎の屋敷跡に建立した。山号は、持栄山。旧本山は、岩本實相寺、達師法縁(繁珠会)。江戸時代寛永年間の日蓮宗末寺帳には、本正寺と記され、久遠寺末となっている。大石寺59世堀日亨上人は、開基の神四郎国重について、弥四郎国重と同人であろうと推測している。

## 歴史
- 実相寺の日源の弟子日信が建立。
- 元和年間（1615年-1624年）頃、日妙が再興。

### 境内
- カヤの木 - 1981年（昭和56年）に富士市の天然記念物に指定[2]。

## 参考資料
- 渡辺宝陽、中尾尭監修『日蓮 久遠のいのち』平凡社 別冊太陽日本のこころ206（2013年）
- 駿河郷土史研究会発行『富士市の仏教寺院』富士市立博物館　平成元年（1989年）